# Долњи Лхота (Злин)
Долњи Лхота (чеш. Dolní Lhota) је насељено мјесто са административним статусом сеоске општине (чеш. obec) у округу Злин, у Злинском крају, Чешка Република.

## Становништво
Према подацима о броју становника из 2014. године насеље је имало 623 становника.